# حيرام بوند إيفيرست
حيرام بوند إيفيرست (بالإنجليزية: Hiram Bond Everest)‏ هو عالم أمريكي، ولد في 11 أبريل 1830، وتوفي في 5 مارس 1913.